# Stjastlivyje dni
Stjastlivyje dni (russisk: Счастливые дни) er en sovjetisk spillefilm fra 1991 af Aleksej Balabanov.

## Medvirkende
- Viktor Sukhorukov
- Anzjhelika Nevolina som Anna
- Nikolaj Lavrov som Sergej Sergejevitj
- Jevgenij Merkurjev
- Aleksej Olennikov